# 野青眾
野青眾是2016年所創立的臺灣藝術團體。

## 歷史
野青眾是在2016年參與臺北市政府白晝之夜而創立，並於同年12月29日舉辦「百野繞境」，是一場民俗與創新的追尋之旅，由藝術家成若涵、舞者謝欣翰、說書人戴開成、表演藝術家周能安、音樂創作者飛鴻、裝置藝術家林慧紅、舞台設計師謝汶錚、活動行銷薩禾豐，以及執行統籌李名紘共同合作。
2016年11月份，向臺北市都市更新處提出「120草原自治區計畫」，申請位於華山1914文化創意產業園區附近的閒置空間，並舉辦「哥布林求偶季」、「植物%%%」等活動。臺北市議員許淑華指出，在該活動期間，因環境髒亂及噪音已被檢舉12次以上，但臺北市政府僅以辦理現場會勘，於複查過關後繼續租借場地。

## 外部連結
- 野青眾的Facebook專頁
- YouTube上的野青眾頻道